# Cantonul Cagnes-sur-Mer-Ouest
Cantonul Cagnes-sur-Mer-Ouest este un canton din arondismentul Grasse, departamentul Alpes-Maritimes, regiunea Provence-Alpes-Côte d'Azur, Franța.

## Comune
- Cagnes-sur-Mer (parțial, reședință)
- La Colle-sur-Loup
- Villeneuve-Loubet
- Saint-Paul-de-Vence